# Euphysora solidonema
Euphysora solidonema är en nässeldjursart som beskrevs av Huang 1999. Euphysora solidonema ingår i släktet Euphysora och familjen Corymorphidae. Inga underarter finns listade i Catalogue of Life.